# Antonio Spadaro
Antonio Spadaro, né le 6 juillet 1966 à Messine (Italie), est un prêtre jésuite italien, théologien et essayiste. Directeur de la revue La Civiltà Cattolica de 2011 à 2023, il est depuis le 1er janvier 2024 sous-secrétaire du Dicastère pour la Culture et l'Éducation du Saint-Siège. On le dit très proche du pape François, également jésuite, qu'il a accompagné durant plusieurs voyages,.

## Biographie
Diplômé en philosophie de l'Université de Messine, en 1988, il est admis dans la Compagnie de Jésus et y commence son noviciat le 22 octobre 1988. Il a enseigné les lettres à Rome pendant 2 ans, de 1991 à 1993. Le 21 décembre 1996, il est ordonné prêtre, et, le 24 mai 2007, il fait sa profession religieuse définitive dans la Compagnie de Jésus. Il a obtenu un diplôme en théologie fondamentale, un diplôme en communication sociale, un doctorat en théologie à l'Université pontificale grégorienne de Rome. Il termine ses études aux États-Unis, dans la province jésuite de Chicago, entre 2002 et 2003.
En 1994, il commence à écrire pour la revue jésuite La Civilta Cattolica et à partir de 1998, il rejoint la rédaction de manière définitive. Il s'occupe principalement de la théorie de la littérature et de la critique littéraire, en particulier liée aux auteurs italiens contemporains (parmi eux, Cesare Pavese, Alda Merini, Giorgio Bassani, Mario Luzi, Pier Vittorio Tondelli) et des écrivains américains (des classiques comme Emily Dickinson, Walt Whitman, Flannery O'Connor et Jack London à des contemporains tels que Jack Kerouac, Raymond Carver). Parmi les sujets qu'il traite se trouvent la musique (Bruce Springsteen, Tom Waits, Nick Drake, Nick Cave), l'art contemporain (Mark Rothko, Edward Hopper, Andy Warhol, Jean-Michel Basquiat), le cinéma et les nouvelles technologies de communication et leur impact sur le mode de vie et la pensée.
En 1998, il fonde BombaCarta, un projet culturel qui coordonne également des initiatives d'écriture créative, de production vidéo et de lecture sur Internet. Depuis 2002, il enseigne au Centre interdisciplinaire de communication sociale (CICS) de l'Université pontificale grégorienne. En 2008, il a dirigé le comité scientifique « Le défi et l'expérience » qui réunit des enseignants et des gestionnaires intéressés par les thèmes de la spiritualité et de l'innovation. De 2004 à 2009, il a été chargé de coordonner les activités culturelles de la Compagnie de Jésus en Italie. En septembre 2009, il devient rédacteur de la revue jésuite de la Civiltà Cattolica.

### Directeur de laCiviltà Cattolica

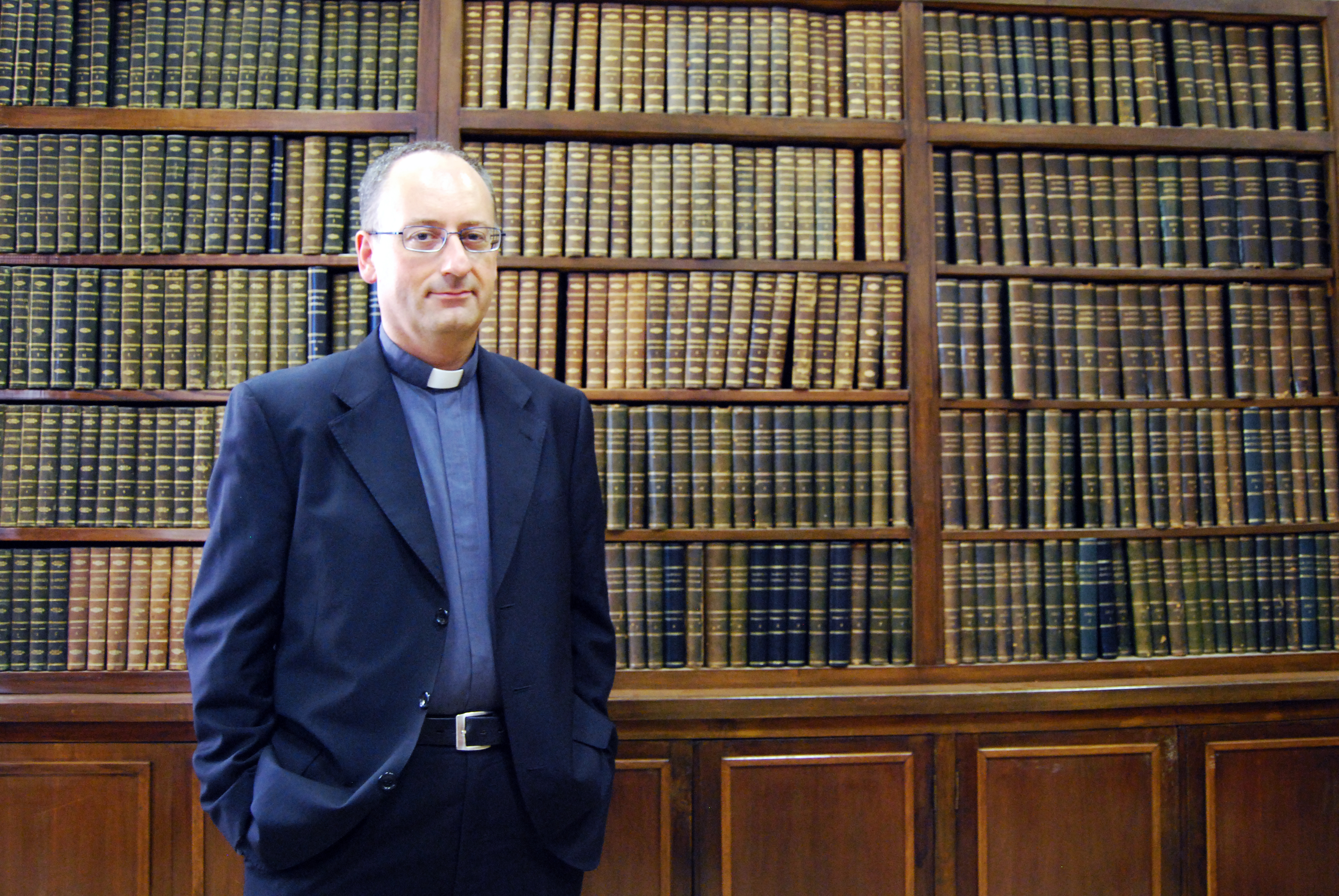
Le Père Antonio Spadaro devant la collection complète de La Civiltà Cattolica

Le 6 septembre 2011, il est nommé rédacteur en chef de la revue jésuite la Civiltà Cattolica depuis son article de présentation du 1er octobre 2011.
Son activité sur Internet est liée, en plus de la présence sur les réseaux sociaux, également à la prise en charge d'un site personnel et de deux blogs : l'un dédié à la « cyberthéologie » et l'autre dédié à l'écrivain américain Flannery O'Connor.
Le 10 décembre 2011, le pape Benoît XVI le nomme consultant auprès du Conseil pontifical de la culture et, le 29 décembre 2011, également consultant auprès du Conseil pontifical des communications sociales.
En janvier 2012, il a reçu à Caserte le prix The Good News - Civitas Casertana.
En août 2013 Antonio Spadaro réalise une interview du pape François pour le compte de La Civiltà Cattolica qui sera publiée simultanément dans 15 autres revues culturelles jésuites (dont les Études). Le pape y évoque sa vision de l'Église, ses coups de cœur dans le domaine des lettres (il cite notamment les écrivains français Léon Bloy et Joseph Malègue), de la musique et des arts .
Selon Sandro Magister, Spadaro fait partie du cercle de personnes qui ont travaillé à la rédaction d’Amoris lætitia en 2016, en contact très étroit avec le pape.

## Prises de position et polémiques

### Critique des catholiques conservateurs américains
En juillet 2017, Spadaro co-écrit un article intitulé « Fondamentalisme évangélique et intégrisme catholique », dans lequel lui et le presbytérien argentin Marcelo Figueroa critiquent les partisans du président américain Donald Trump. L'article a été approuvé par le cardinal secrétaire d'État Pietro Parolin et publié dans la revue jésuite La Civilta Cattolica. Sparado et Figueroa y décrivent la vie politique américaine comme manichéenne, et déclarent que l'administration Trump fait la promotion d'une « géopolitique apocalyptique », comparant les chrétiens conservateurs américains à Daech,. Spadaro y critique les catholiques américains qui soutiennent le mouvement conservateur et Trump en particulier.
Plus tard, Spadaro publie un article dans lequel il critique le conseiller de Trump, Steve Bannon, pour ses liens idéologiques avec le théologien calviniste Rousas John Rushdoony (en). Spadaro y déclare que les catholiques et protestants américains promeuvent un « œcuménisme de conflit » sur l'avortement, le mariage homosexuel, et l'éducation religieuse dans les écoles qui incluait également une « vision xénophobe et islamophobe », le transformant en un « œcuménisme de haine » intolérant. L'article critique également les conservateurs pour leur manque de critique à l'égard du militarisme, du capitalisme et de l'industrie de l'armement et pour leur mépris de l'environnement.
Bien qu'apprécié par des médias américains comme le National Catholic Reporter et le Commonweal, Spadaro est critiqué par P.J. Smith dans First Things : « En effet, l'atomisation libérale que Spadaro et Figueroa veulent exalter est l'un des problèmes centraux de la modernité que François décortique avec brio dans Laudato si'. François nous enseigne dans cette encyclique qu' "on ne saurait assez insister sur la façon dont tout est interconnecté" ». L'archevêque de Philadelphie, Charles Chaput, décrit le premier article de Spadaro comme « un exercice d'abêtissement » et a accusé Spadaro et Figueroa d'être « volontairement ignorants » de la bataille à laquelle sont confrontés les catholiques américains et les protestants évangéliques. Chaput ajoute : « C'est une surprise particulièrement étrange lorsque des croyants sont attaqués par leurs coreligionnaires simplement parce qu'ils se battent pour ce que leurs Églises ont toujours considéré comme vrai. »,

### Jésus rigide et insensible
En août 2023, il commente dans la presse un passage de l'évangile selon Matthieu en affirmant que Jésus lui-même aurait été « rigide » et « insensible », commentaire qui est ensuite qualifié d' « hérésie » dans la presse catholique conservatrice,.